# José María Olazábal
Pour les articles homonymes, voir Olazábal.
José María Olazábal (né le 5 février 1966 à Fontarrabie, Pays basque, Espagne) est un golfeur professionnel espagnol.

## Carrière
Apparu sur la scène internationale en 1986 où il termine à la 2e place de l'ordre du mérite européen, il figure pendant de nombreuses années parmi les meilleurs joueurs européens. En 1994 il remporte le Masters. Puis les deux années suivantes, il est absent du circuit, en raison d'une excroissance osseuse à un pied, puis d'une hernie discale. Il prouve en 1999 qu'il a retrouvé toutes ses facultés en remportant son deuxième Masters.
Il est également connu pour la paire qu'il a formé avec Severiano Ballesteros. C'est la meilleure équipe de l'histoire de la Ryder Cup avec 11 victoires, 2 défaites, et 2 parties partagées pour 15 matches. Avec lui, il remporte l'édition 1987. Il triomphe à nouveau en 1997 à Valderrama en Espagne avec une équipe d'Europe dont le capitaine est Ballesteros. En 2012, il remporte de nouveau cette compétition en étant capitaine de l'équipe européenne qui s'impose sur le sol américain sur le score de 14½ à 13½.
En juin 2013, il remporte le Prix Prince des Asturies des sports.

## Palmarès
- Masters en 1994 et 1999
- 29 victoires en professionnel

### Amateur
- 1983 Biarritz Cup
- 1983 British Boy's
- 1984 British amateurs
- 1985 British Youth

### Circuit européen
- 1986 European Masters, Sanyo Open

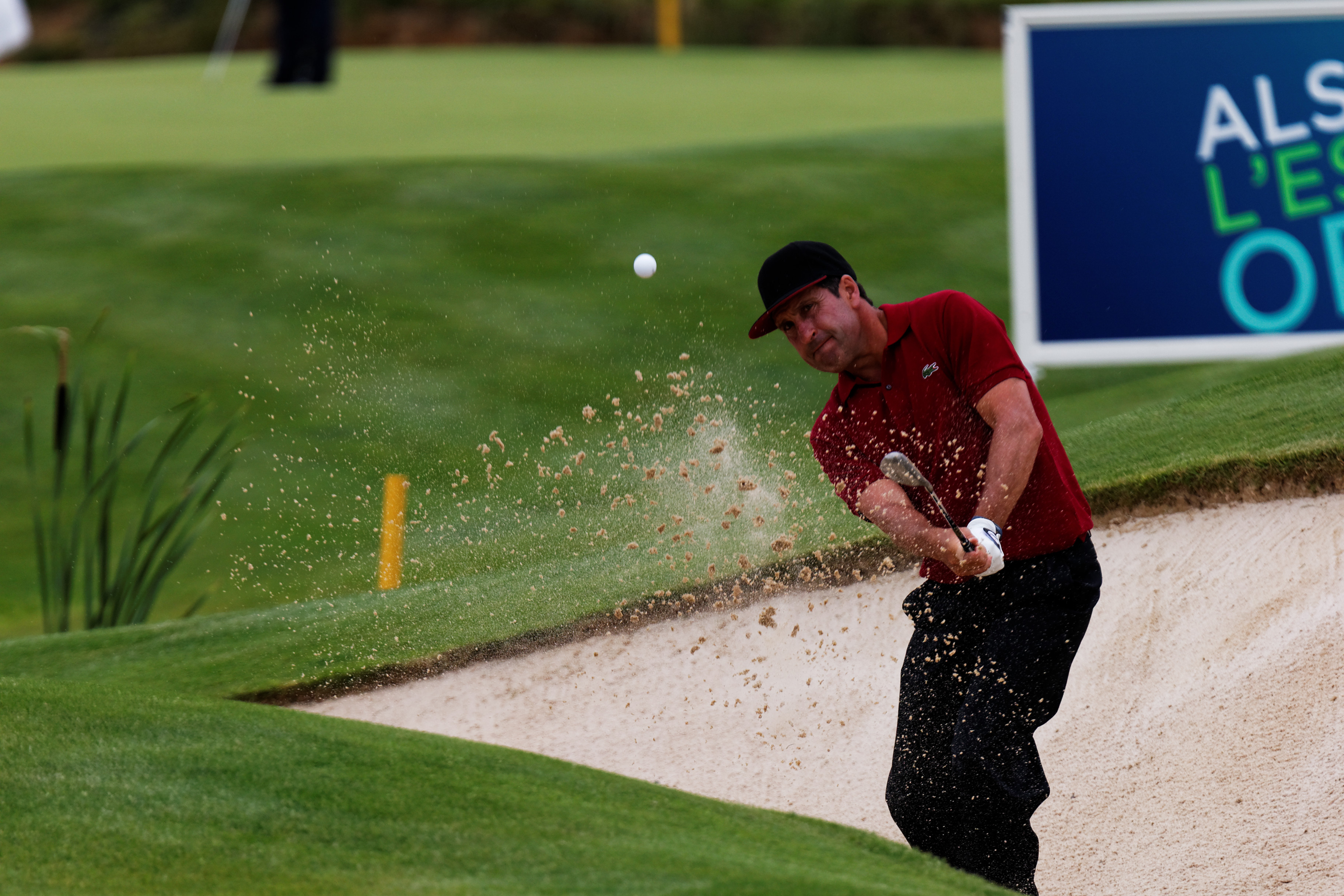
José Maria Olazabal en 2014, à l'Open de France

- 1988 Open de Belgique, Masters d'Allemagne
- 1989 Open de Tenerife, Open des Pays-Bas
- 1990 Benson & Hedges International Open, Open d'Irlande, Trophée Lancôme
- 1991 Open de Catalogne, Grand Prix d'Europe
- 1992 Open de Tenerife, Open Méditerranée
- 1994 Open Méditerranée, BMW PGA Championship, Masters
- 1997 Open des Canaries
- 1998 Dubai Desert Classic
- 1999 Masters
- 2000 Benson & Hedges International Open
- 2001 Open de France
- 2002 Open Hong Kong (en 2001 mais comptant pour la saison 2002)
- 2005 Mallorca Classic

Les victoires sur les Majeurs américains sont comptabilisés dans le circuit Européen depuis 1998. Le Masters 1999 d'Olazábal compte donc comme victoire sur le circuit européen.

### PGA Tour
- 1990 NEC World Series of Golf
- 1991 The International
- 1994 Masters, NEC World Series of Golf
- 1999 Masters
- 2002 Buick Invitational

### Ryder Cup
- Capitaine de l'Équipe européenne à la Ryder Cup 2012 (Vainqueur)
- Participation aux éditions de 1987, 1989, 1991, 1993, 1997, 1999 et 2006 de la Coupe Ryder
- Victoire en 1987 1997 2006
- Match nul en 1989 (la coupe reste en Europe)
- 28 matchs (15 V, 8 D, 5 N)